# Wohn- und Wirtschaftsgebäude Groß Ippensen 12
Das Wohn- und Wirtschaftsgebäude Groß Ippensen 12 in der niedersächsischen Gemeinde Vierden, Ortsteil Groß Ippensen wurde im 19. Jahrhundert erbaut. Aktuell (2025) wird es vom Hof Schuldt zum Wohnen und landwirtschaftlich genutzt.
Das Gebäude steht unter Denkmalschutz (siehe auch Liste der Baudenkmale in Vierden).

## Geschichte und Beschreibung
Vierden wurde zwischen 1015 und 1028 erstmals erwähnt und Ippensen 1335. Beide Orte gehört zur Samtgemeinde Sittensen im heutigen Landkreis Rotenburg (Wümme).
Das eingeschossige giebelständige zurückstehende Wohn- und Wirtschaftsgebäude als Zweiständer-Hallenhaus in Fachwerk mit Steinausfachungen, reetdecktem Krüppelwalmdach, Niedersachsengiebel mit Uhlenloch, Pferdeköpfe und der Grooten Door mit Korbbogen wurde im 19. Jahrhundert für Johann und Anna Bieveseht (Inschrift) erbaut. Im Osten wurde 1910 ein massiver Anbau in Form eines quergestellten zweigeschossigen Backsteingebäudes mit ziegelgedecktem Satteldach angefügt. Die Hofpflasterung aus Findlingen blieb erhalten.
Das Landesdenkmalamt befand u. a.: „… Das Gesamtbauwerk stellt damit eine typische tradierte Hausform mit ebenso typischer Wohnhauserweiterung vor dem Ersten Weltkrieg auf dem Lande dar. …“.